# Kōhaku Uta Gassen
Kōhaku Uta Gassen (紅白歌合戦?) (en español, «Batalla de canciones rojas y blancas»), más conocido como Kōhaku, es un festival de música organizado por la radiodifusora pública japonesa NHK. Suele celebrarse en la noche del 31 de diciembre y termina poco antes de la llegada del Año Nuevo. El festival ha sido transmitido cada año desde 1951, y desde su cuarta edición en 1953 —la primera retransmitida por televisión— se celebra en la fecha actual, siendo uno de los espacios con más audiencia de la televisión en Japón.
Cada edición reúne a los grupos más populares de la escena musical japonesa, dividiéndolos en dos equipos: el rojo, compuesto por mujeres, y el blanco, por hombres. Los espectadores y un jurado deciden quién es el ganador a través de una votación en directo. Cada equipo puede llegar a tener 25 componentes y las galas duran más de cuatro horas, con una sola pausa para el boletín informativo.
La NHK es quien se encarga de seleccionar a los participantes por invitación, con base en su impacto comercial y a las preferencias musicales de la sociedad japonesa. Ser invitado a participar en el Kōhaku está considerado un honor para los artistas del país y puede suponer su consolidación en la escena musical.

## Historia

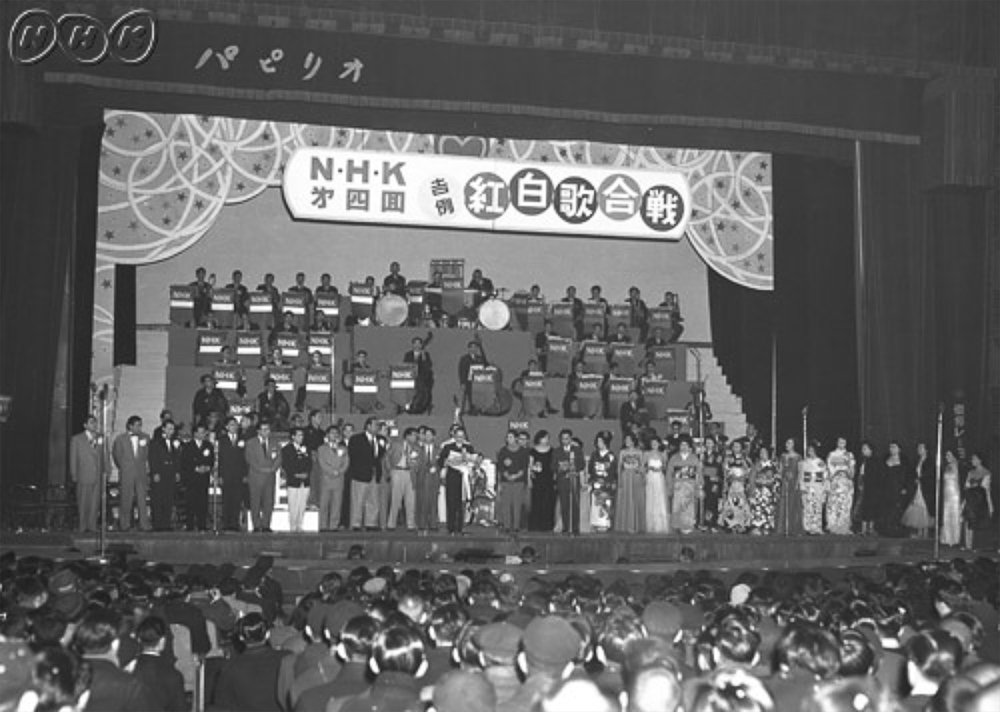
Artistas participantes en la cuarta edición del Kōhaku Uta Gassen (1953).

La primera edición del Kōhaku Uta Gassen se celebró el 3 de enero de 1951 y fue retransmitida por la radio pública (NHK Radio) en directo desde Tokio. En aquella gala compitieron un equipo rojo, compuesto por siete artistas femeninas, frente a un equipo blanco de siete artistas masculinos. Al año siguiente, la duración del programa aumentó a 90 minutos por el mayor número de participantes. A partir de la cuarta edición, ofrecida en televisión por primera vez, se decidió que el Kōhaku tuviera lugar cada noche del 31 de diciembre, según NHK porque es la fecha que permite invitar al mayor número de artistas posibles. En 1954 se produjo el debut de Hibari Misora, una de las cantantes más importantes de la música nipona.
En sus primeros años, el Kōhaku era un evento con mayor presencia de la música tradicional japonesa, en especial el enka. El desarrollo de la música pop en la década de 1960 llevó a NHK a invitar a los artistas más afamados a nivel comercial, convirtiendo al festival en un evento para todos los públicos. En 1963 se alcanzó una cuota de pantalla del 81,4%, récord en la televisión nacional. A partir de 1973 se estableció como nueva sede el Auditorio de la NHK en Shibuya (Tokio), y en 1976 se transmitió por primera vez por satélite.
La muerte de Hibari Misora en 1989 motivó que la 40.ª edición del Kōhaku fuese un especial de cuatro horas, con una primera parte dedicada a la música tradicional de la posguerra y una segunda con los éxitos del año. Desde 1990 la NHK ha mantenido esa duración y dividido la gala en dos partes para agilizar su desarrollo, con un máximo de hasta 25 grupos y solistas por equipo. Durante un tiempo los premios de la industria discográfica (Japan Record Award, JRA) se celebraban el mismo día que el Kōhaku, de modo que algunos artistas actuaban en ambos. Sin embargo, los JRA han sido adelantados al 30 de diciembre.
Aunque la gran mayoría de artistas invitados al Kōhaku son japoneses, también hay un espacio para los artistas internacionales, tanto asiáticos (Agnes Chan, Judy Ongg, Girls' Generation, TVXQ) como occidentales (Andy Williams, Cyndi Lauper, Sarah Brightman, Lady Gaga). En 2002, el argentino Alfredo Casero se convirtió en la primera persona de habla hispana que ha participado en Kōhaku, al interpretar «Shima Uta» con la banda de rock The Boom.

## Formato

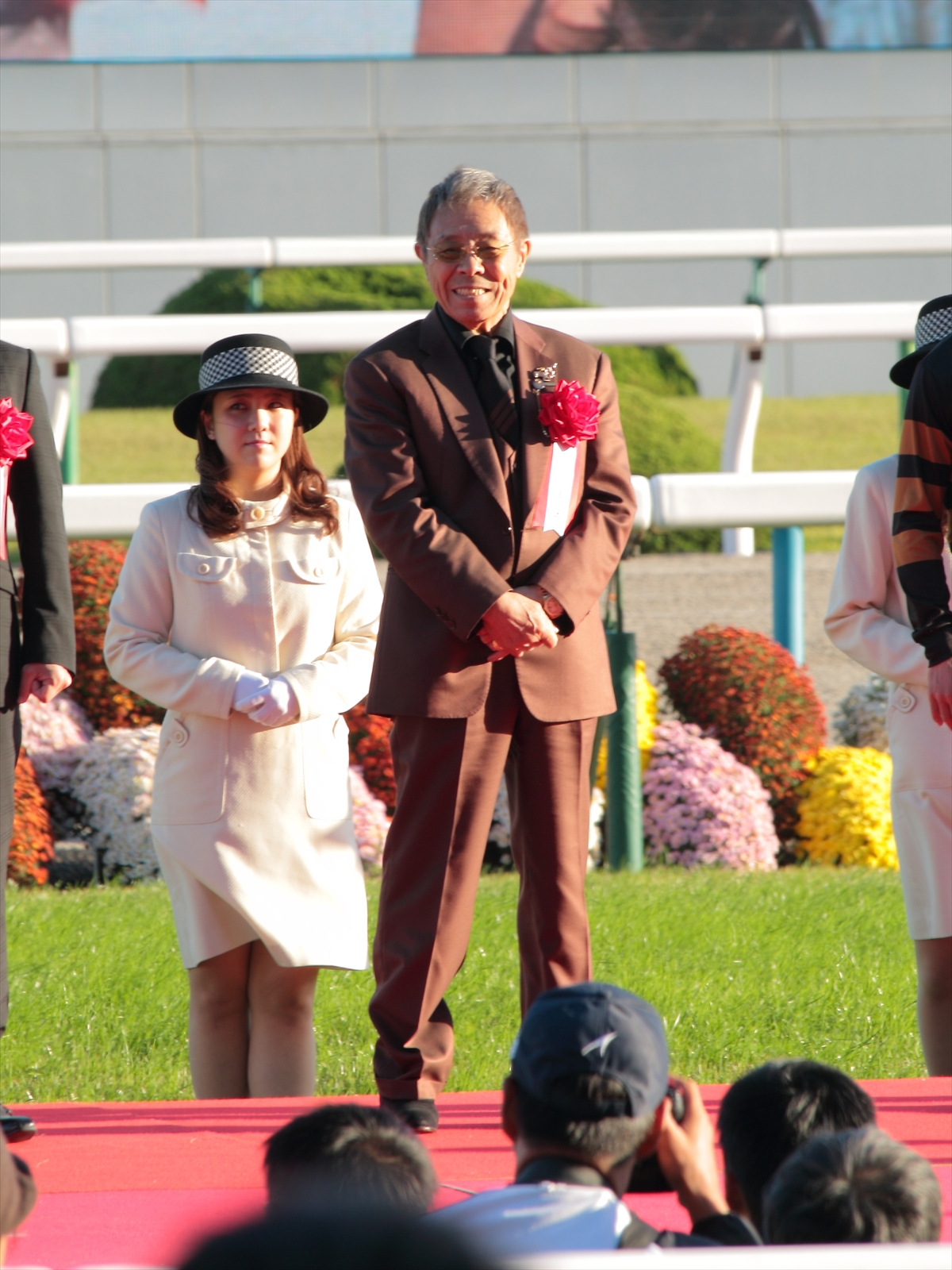
Saburō Kitajima es el artista con más participaciones en Kōhaku, 50 en total.

El Kōhaku Uta Gassen se celebra cada 31 de diciembre desde las 19:15 (UTC+9) hasta las 23:45, con una duración aproximada de cuatro horas y media (hay una pausa de cinco minutos a las 20:55 en la que se emite un boletín de noticias). Se emite a través de los principales canales de radio (NHK Radio 1), televisión (NHK G) y el portal web de la radiodifusora pública, y a nivel internacional a través de NHK World Premium y los canales temáticos para la comunidad japonesa en el extranjero.
Los artistas son agrupados en dos equipos: las mujeres compiten con el rojo —Akagumi (赤組?)— y los varones con el blanco —Shirogumi (白組?)—. Si en una formación hay componentes de ambos sexos, se tiene en cuenta el género del solista o líder de la banda. Además, hay tres presentadores: dos en representación de cada equipo y uno general para toda la gala. Existe un límite de artistas por equipo, se canta en directo desde el Auditorio de la NHK y no hay límites para la puesta en escena. En el caso de los artistas invitados, puede ofrecerse una actuación grabada pero igualmente interpretada en directo. Junto con sus respectivas canciones, cada equipo debe defender un tema común y al final todos suben al escenario para despedirse con Hotaru no Hikari, la versión japonesa de «Auld Lang Syne».
Además de música, se ofrecen entrevistas a los personajes más relevantes del año en la cultura popular nipona.
El equipo ganador se decide por votación de la audiencia y un jurado —compuesto por artistas y celebridades—, con mayor peso del público. En las primeras ediciones, los espectadores estaban representados solo por la gente presente en el teatro y contaban como un único voto. Todo eso ha cambiado gracias a implantación de voto con llamadas telefónicas, 1seg, aplicaciones móviles y sistemas integrados de televisión interactiva. Los resultados se desvelan al final del programa.
La NHK tiene en cuenta dos aspectos para la selección de artistas. Por un lado, hay un comité interno que evalúa tanto a los intérpretes preseleccionados como a las canciones, teniendo en cuenta su impacto comercial aquel año y la idoneidad con la temática de la gala. Y por otro lado, se encarga una encuesta demográfica para detectar los cantantes, géneros y preferencias de la sociedad japonesa. Todo ello explica la variedad de géneros en cada gala, siendo los más comunes J-Pop, J-Rock y Enka.

## Presentadores y resultados
| Edición | Fecha      | Anfitrión Equipo rojo                                          | Anfitrión Equipo blanco                                        | Presentador                                                    | Ganador |
| ------- | ---------- | -------------------------------------------------------------- | -------------------------------------------------------------- | -------------------------------------------------------------- | ------- |
| 1       | 3/1/1951   | Michiko Katō                                                   | Shūichi Fujikura                                               | Masaharu Tanabe                                                | Blanco  |
| 2       | 3/1/1952   | Kiyoko Tange                                                   | Shūichi Fujikura                                               | Masaharu Tanabe                                                | Blanco  |
| 3       | 2/1/1953   | Suga Honda                                                     | Teru Miyata                                                    | Masayori Shimura                                               | Blanco  |
| 4       | 31/12/1953 | Takiko Mizunoe                                                 | Keizo Takahashi                                                | Seigoro Kitade                                                 | Rojo    |
| 5       | 1954       | Natsue Fukuji                                                  | Keizo Takahashi                                                | Shōzaburō Ishii                                                | Rojo    |
| 6       | 1955       | Teru Miyata                                                    | Keizo Takahashi                                                | Shōzaburō Ishii                                                | Rojo    |
| 7       | 1956       | Teru Miyata                                                    | Keizo Takahashi                                                | Shōzaburō Ishii                                                | Blanco  |
| 8       | 1957       | Takiko Mizunoe                                                 | Keizo Takahashi                                                | Shōzaburō Ishii                                                | Rojo    |
| 9       | 1958       | Tetsuko Kuroyanagi                                             | Keizo Takahashi                                                | Shōzaburō Ishii                                                | Rojo    |
| 10      | 1959       | Meiko Nakamura                                                 | Keizo Takahashi                                                | Shōzaburō Ishii                                                | Rojo    |
| 11      | 1960       | Meiko Nakamura                                                 | Keizo Takahashi                                                | Shōzaburō Ishii                                                | Blanco  |
| 12      | 1961       | Meiko Nakamura                                                 | Keizo Takahashi                                                | Toshiaki Hosaka                                                | Blanco  |
| 13      | 1962       | Mitsuko Mori                                                   | Teru Miyata                                                    | Shōzaburō Ishii                                                | Blanco  |
| 14      | 1963       | Eri Chiemi                                                     | Teru Miyata                                                    | Shōzaburō Ishii                                                | Rojo    |
| 15      | 1964       | Eri Chiemi                                                     | Teru Miyata                                                    | Shōzaburō Ishii                                                | Blanco  |
| 16      | 1965       | Michiko Hayashi                                                | Teru Miyata                                                    | Shōzaburō Ishii                                                | Blanco  |
| 17      | 1966       | Peggy Hayama                                                   | Teru Miyata                                                    | Shōzaburō Ishii                                                | Rojo    |
| 18      | 1967       | Yumiko Kokonoe                                                 | Teru Miyata                                                    | Shōzaburō Ishii                                                | Rojo    |
| 19      | 1968       | Kiyoko Suizenji                                                | Kyu Sakamoto                                                   | Teru Miyata                                                    | Blanco  |
| 20      | 1969       | Yukari Ito                                                     | Kyu Sakamoto                                                   | Teru Miyata                                                    | Rojo    |
| 21      | 1970       | Hibari Misora                                                  | Teru Miyata                                                    | Seigorō Kitade                                                 | Rojo    |
| 22      | 1971       | Kiyoko Suizenji                                                | Teru Miyata                                                    | Bunya Suzuki                                                   | Blanco  |
| 23      | 1972       | Naomi Sagara                                                   | Teru Miyata                                                    | Shizuo Yamakawa                                                | Rojo    |
| 24      | 1973       | Kiyoko Suizenji                                                | Teru Miyata                                                    | Shizuo Yamakawa                                                | Rojo    |
| 25      | 1974       | Naomi Sagara                                                   | Shizuo Yamakawa                                                | Masao Domon Yōzō Nakae                                         | Rojo    |
| 26      | 1975       | Naomi Sagara                                                   | Shizuo Yamakawa                                                | Hiroshi Aikawa                                                 | Blanco  |
| 27      | 1976       | Naomi Sagara                                                   | Shizuo Yamakawa                                                | Hiroshi Aikawa                                                 | Rojo    |
| 28      | 1977       | Naomi Sagara                                                   | Shizuo Yamakawa                                                | Hiroshi Aikawa                                                 | Blanco  |
| 29      | 1978       | Mitsuko Mori                                                   | Shizuo Yamakawa                                                | Hiroshi Aikawa                                                 | Blanco  |
| 30      | 1979       | Kiyoko Suizenji                                                | Shizuo Yamakawa                                                | Yōzō Nakae                                                     | Rojo    |
| 31      | 1980       | Tetsuko Kuroyanagi                                             | Shizuo Yamakawa                                                | Yōzō Nakae                                                     | Rojo    |
| 32      | 1981       | Tetsuko Kuroyanagi                                             | Shizuo Yamakawa                                                | Keiichi Ubukata                                                | Blanco  |
| 33      | 1982       | Tetsuko Kuroyanagi                                             | Shizuo Yamakawa                                                | Keiichi Ubukata                                                | Rojo    |
| 34      | 1983       | Tetsuko Kuroyanagi                                             | Kenji Suzuki                                                   | Tamori                                                         | Blanco  |
| 35      | 1984       | Mitsuko Mori                                                   | Kenji Suzuki                                                   | Keiichi Ubukata                                                | Rojo    |
| 36      | 1985       | Masako Kori                                                    | Kenji Suzuki                                                   | Masaho Senda                                                   | Rojo    |
| 37      | 1986       | Yuki Saito Yoriko Mekata                                       | Yūzō Kayama Masaho Senda                                       | Seiichi Yoshikawa                                              | Blanco  |
| 38      | 1987       | Akiko Wada                                                     | Yūzō Kayama                                                    | Seiichi Yoshikawa                                              | Rojo    |
| 39      | 1988       | Akiko Wada                                                     | Yūzō Kayama                                                    | Keiko Sugiura                                                  | Blanco  |
| 40      | 1989       | Yoshiko Mita                                                   | Tetsuya Takeda                                                 | Sadatomo Matsudaira                                            | Rojo    |
| 41      | 1990       | Yoshiko Mita                                                   | Toshiyuki Nishida                                              | Sadatomo Matsudaira                                            | Blanco  |
| 42      | 1991       | Yūko Ayano                                                     | Masaaki Sakai                                                  | Shizuo Yamakawa                                                | Rojo    |
| 43      | 1992       | Hikari Ishida                                                  | Masaaki Sakai                                                  | Shizuo Yamakawa                                                | Blanco  |
| 44      | 1993       | Hikari Ishida                                                  | Masaaki Sakai                                                  | Miyuki Morita                                                  | Blanco  |
| 45      | 1994       | Emiko Kaminuma                                                 | Ichiro Furutachi                                               | Yasuo Miyakawa                                                 | Rojo    |
| 46      | 1995       | Emiko Kaminuma                                                 | Ichiro Furutachi                                               | Ryūji Miyamoto Mitsuyo Kusano                                  | Blanco  |
| 47      | 1996       | Takako Matsu                                                   | Ichiro Furutachi                                               | Ryūji Miyamoto Mitsuyo Kusano                                  | Blanco  |
| 48      | 1997       | Akiko Wada                                                     | Masahiro Nakai （SMAP）                                        | Ryūji Miyamoto                                                 | Blanco  |
| 49      | 1998       | Junko Kubo                                                     | Masahiro Nakai （SMAP）                                        | Ryūji Miyamoto                                                 | Rojo    |
| 50      | 1999       | Junko Kubo                                                     | Nakamura Kanzaburō                                             | Ryūji Miyamoto                                                 | Blanco  |
| 51      | 2000       | Junko Kubo                                                     | Izumi Motoya                                                   | Ryūji Miyamoto                                                 | Rojo    |
| 52      | 2001       | Yumiko Udō                                                     | Wataru Abe                                                     | Tamio Miyake                                                   | Blanco  |
| 53      | 2002       | Yumiko Udō                                                     | Wataru Abe                                                     | Tamio Miyake                                                   | Rojo    |
| 54      | 2003       | Yumiko Udō Takako Zenba                                        | Wataru Abe Tetsuya Takayama                                    | Tōko Takeuchi                                                  | Blanco  |
| 55      | 2004       | Fumie Ono                                                      | Wataru Abe                                                     | Masaaki Horio                                                  | Rojo    |
| 56      | 2005       | Yukie Nakama                                                   | Koji Yamamoto                                                  | Monta Mino Motoyo Yamane                                       | Blanco  |
| 57      | 2006       | Yukie Nakama                                                   | Masahiro Nakai （SMAP）                                        | Tamio Miyake Megumi Kurosaki                                   | Blanco  |
| 58      | 2007       | Masahiro Nakai （SMAP）                                        | Shōfukutei Tsurube                                             | Kazuya Matsumoto Miki Sumiyoshi                                | Blanco  |
| 59      | 2008       | Yukie Nakama                                                   | Masahiro Nakai （SMAP）                                        | Kazuya Matsumoto Fumie Ono                                     | Blanco  |
| 60      | 2009       | Yukie Nakama                                                   | Masahiro Nakai （SMAP）                                        | Wataru Abe                                                     | Blanco  |
| 61      | 2010       | Nao Matsushita                                                 | Arashi                                                         | Wataru Abe                                                     | Blanco  |
| 62      | 2011       | Mao Inoue                                                      | Arashi                                                         | Wataru Abe                                                     | Rojo    |
| 63      | 2012       | Maki Horikita                                                  | Arashi                                                         | Yumiko Udō                                                     | Blanco  |
| 64      | 2013       | Haruka Ayase                                                   | Arashi                                                         | Yumiko Udō                                                     | Blanco  |
| 65      | 2014       | Yuriko Yoshitaka                                               | Arashi                                                         | Yumiko Udō                                                     | Blanco  |
| 66      | 2015       | Haruka Ayase                                                   | Yoshihiko Inohara （V6）                                       | Tetsuko Kuroyanagi Yumiko Udō                                  | Rojo    |
| 67      | 2016       | Kasumi Arimura                                                 | Masaki Aiba （Arashi）                                         | Shinichi Takeda                                                | Rojo    |
| 68      | 2017       | Kasumi Arimura                                                 | Kazunari Ninomiya                                              | Teruyoshi Uchimura Maho Kuwako                                 | Blanco  |
| 69      | 2018       | Suzu Hirose                                                    | Sho Sakurai                                                    | Teruyoshi Uchimura Maho Kuwako                                 | Blanco  |
| 70      | 2019       | Haruka Ayase                                                   | Sho Sakurai                                                    | Teruyoshi Uchimura Mayuko Wakuda                               | Blanco  |
| 71      | 2020       | Fumi Nikaidō                                                   | Yō Ōizumi                                                      | Teruyoshi Uchimura Maho Kuwako                                 | Rojo    |
| 72      | 2021       | Haruna Kawaguchi, Yō Ōizumi y Mayuko Wakuda                    | Haruna Kawaguchi, Yō Ōizumi y Mayuko Wakuda                    | Haruna Kawaguchi, Yō Ōizumi y Mayuko Wakuda                    | Rojo    |
| 73      | 2022       | Kanna Hashimoto, Yō Ōizumi, Sho Sakurai y Maho Kuwako          | Kanna Hashimoto, Yō Ōizumi, Sho Sakurai y Maho Kuwako          | Kanna Hashimoto, Yō Ōizumi, Sho Sakurai y Maho Kuwako          | Blanco  |
| 74      | 2023       | Kanna Hashimoto, Hiroiki Ariyoshi, Minami Hamabe y Kozo Takase | Kanna Hashimoto, Hiroiki Ariyoshi, Minami Hamabe y Kozo Takase | Kanna Hashimoto, Hiroiki Ariyoshi, Minami Hamabe y Kozo Takase | Rojo    |
| 75      | 2024       | Kanna Hashimoto, Hiroiki Ariyoshi, Sairi Ito y Naoko Suzuki    | Kanna Hashimoto, Hiroiki Ariyoshi, Sairi Ito y Naoko Suzuki    | Kanna Hashimoto, Hiroiki Ariyoshi, Sairi Ito y Naoko Suzuki    | Blanco  |

1. Desde la cuarta edición, todas las galas se han celebrado el 31 de diciembre (Ōmisoka).

2. Teru Miyata y Masahiro Nakai son los únicos hombres que han ejercido de anfitriones del equipo rojo, generalmente reservado a las mujeres.

3. Los cinco componentes de Arashi ejercieron como anfitriones del equipo blanco.

4. Desde 2021 los equipos no tienen anfitriones: todos los presentadores toman una posición neutral.